# Молодіжна збірна Домініканської Республіки з футболу
Молодіжна збірна Домініканської Республіки з футболу — національна молодіжна футбольна збірна Домініканської Республіки, що складається із гравців віком до 20 років. Вважається основним джерелом кадрів для підсилення складу основної збірної Домініканської Республіки. Керівництво командою здійснює Домініканська футбольна федерація.
Команда має право участі у молодіжних чемпіонатах світу та молодіжних чемпіонатах КОНКАКАФ, а також може брати участь у товариських і регіональних змаганнях.